# Литовский национальный театр оперы и балета
Лито́вский национа́льный теа́тр о́перы и бале́та (лит. Lietuvos nacionalinis operos ir baleto teatras) — театр в Вильнюсе, бюджетное национальное учреждение, организующее создание музыкального творчества на сцене и её общественный показ. Основатель театра — Министерство культуры Литовской Республики. Располагается по адресу ул. Венуолё 1 (A. Vienuolio g. 1).
Генеральный директор (с 2018 года) — солист Йонас Сакалаускас, оперной художественный руководитель (с 2018 года) — дирижёр Сесто Кватрини, художественный руководитель балета — танцор балета и балетмейстер Кшиштоф Пастор (с 2011 год), главный дирижёр (с 2018 года) — Ричардас Шумила.

## История
Историю театра выводят из театра оперы и балета, действовавшего с 1920-х годов в Каунасе. В 1941 году театр в Каунасе носил название Государственного театра драмы, оперы и балета, в 1941—1944 годах назывался Каунасским большим театром. В 1944 году получил название Государственного театра оперы и балета Литовской ССР. В 1948 году был переведён в Вильнюс и располагался в здании Театра на Погулянке.
В 1974 году для театра было построено новое здание. В советское время театр был награждён орденом Трудового Красного Знамени. С 1998 года театр получил нынешнее название Национального театра оперы и балета.
В театре работали выдающиеся мастера сцены: оперный певец (баритон) народный артист СССР Йонас Стасюнас, певцы Эдуардас Канява (баритон), Антанас Саткунас (тенор), Виргилиюс Норейка (тенор), Владас Чясас (тенор), Сергей Ларин (тенор), Вацловас Даунорас (бас), Романас Мариёшюс (баритон), певицы Регина Тумалявичюте, Ирена Илене, Елена Чудакова, Ядвига Пятрашкявичюте (сопрано), Бируте Алмонайтите, Ниёле Амбразайтите (меццо-сопрано) и многие другие.
На сцене театра состоялись премьеры опер национальных композиторов: в 1956 году опера «Пиленай» Витаутаса Кловы, в 1958 году «Вайва» Витаутаса Кловы, в 1960 году «Дочь» Витаутаса Кловы.

## Здание
Театр располагается в здании, построенном по проекту архитектора Эляны Бучюте (1974) на возвышенном месте. Общий объём здания составляет 120,5 тысяч м³; это самое крупное здание культурного назначения в Вильнюсе с залом на 1149 мест и просторными фойе.
Перед театром со стороны улицы Вильняус в 1974 году был установлен памятник одному из основателей профессиональной оперы в Литве, известному певцу Кипрасу Пятраускасу (скульптор Гядиминас Йокубонис, архитектор Александрас Лукшас) — бронзовая статуя певца (высота 3 м) на прямоугольном гранитном постаменте.
Главный северный фасад здания, обращённый к реке Нерис, украшен созданными в 1987—1989 годах десятью скульптурами Антанаса Жукаускаса и Йонаса Нораса-Нарушявичюса, изображающими героев популярных балетных и оперных спектаклей. Среди них Одетта из балета «Лебединое озеро» П. И. Чайковского, Евгений Онегин из оперы «Евгений Онегин» Чайковского, Бориса Годунова из оперы «Борис Годунов» М. П. Мусоргского, Виолетта из оперы «Травиата» Д. Верди, Маргирис из оперы «Пиленай» В. Кловы, Аида из оперы «Аида» Верди, Мефистофель из оперы «Фауст» Ш. Гуно, Эгле из балета «Эгле — королева ужей» Э. Бальсиса.